# Tomasz Kukawski
Tomasz Marek Kukawski (ur. 1964 w Sejnach) – polski architekt i grafik, doktor habilitowany inżynier, profesor nadzwyczajny Wydziału Architektury Politechniki Białostockiej, specjalista w zakresie architektury i grafiki warsztatowej. Zajmuje się także projektowaniem wnętrz i mebli, projektowaniem graficznym, malarstwem i rysunkiem.

## Życiorys
W latach 1982–1987 odbył studia na Wydziale Architektury Politechniki Białostockiej, zaś w latach 1987–1991 na Wydziale Grafiki Akademii Sztuk Pięknych w Warszawie, gdzie uzyskał dyplom z wyróżnieniem w pracowni Grafiki Warsztatowej prof. Romana Artymowskiego, aneksy dyplomowe: z malarstwa w pracowni prof. Jerzego Tchórzewskiego oraz z rysunku w pracowni doc. Zofii Glazer. W 1988 został wykładowcą na Wydziale Architektury Politechniki Białostockiej, a od 2003 profesorem w Wydziale Sztuki tamtejszego wydziału. Uzyskał stopień doktora habilitowanego.
Tematy dominujące w pracach artysty to: czas, przestrzeń, nieskończoność i metafizyka.